# 留辺蘂町
留辺蘂町（るべしべちょう）は、北海道網走支庁に存在していた町。常呂郡に属した。

## 概略
町名はアイヌ語の「ルペシパ」ru-pes-pa [道・それに沿って下る・もの（川）] より来ている。市街に北から入る東無加川と大久保川が佐呂間町方面へ抜ける「ルペシパ」であったとされる。かつては北見市の一部であった。
白花豆の生産、温根湯温泉を中心とする3つの温泉地、高さ20mと世界一の大きさの鳩時計「果夢林」、日本最大の淡水魚・イトウなどが見られる山の水族館などが観光のメイン。
第二次世界大戦の前には、アジア最大の水銀鉱山・イトムカ鉱山（昭和14年から昭和48年まで操業）があった場所として、また日本で唯一の水銀などの回収を行う企業の工場（イトムカ鉱山の技術者がそのまま登用された）があるとして知られている。
また、以前は温根湯温泉にある「北きつね牧場」や、石北峠の近くにある「北海道きつね村・トナカイ観光牧場」など、キタキツネが放し飼いになっている観光牧場も観光客に人気があった。
石北本線の常紋信号場や常紋トンネル付近は、SLブーム当時から現在に至るまで鉄道ファンが撮影に訪れることで有名。常紋トンネルは、建設当時、全国から集められたタコ部屋労働者たちの犠牲の上に完成したことでも知られている。
2006年（平成18年）3月5日に、北見市・端野町・常呂町と合併し、北見市となった。

## 合併に至るまで
当時の北見市は常呂川流域1市5町の枠組みで合併する形を求めたが、留辺蘂町・訓子府町・置戸町は北見市に吸収されることを恐れ離脱した。
その後、当時の町長だけが訓子府町と置戸町を交えて協議を進めていた。留辺蘂町・訓子府町・置戸町の中で留辺蘂の人口は一番多く、ある程度留辺蘂が主導権を握れ、町民の多くも3町での枠組み賛成の声はあった。ところが、町議は「北見市との合併を求める」が多く、離脱せざるを得なくなった。
北見市の協議入りを果たし、住民投票は賛成が反対を上回り合併に至った。

## 地理
町は大きく分けて、町役場や留辺蘂駅などがある留辺蘂地区と、明治32年に開湯した温根湯温泉を中心とする温根湯地区の2つに分けられる。町内を走る主な交通路は、国道39号線と国道242号線、それに石北本線などである。
- 山:北見富士 (1,291m)、武華山 (1,759m)
- 河川:無加川
- 湖沼:

### 隣接していた自治体
- 網走支庁
  - 北見市
  - 常呂郡：佐呂間町、置戸町、訓子府町
  - 紋別郡：遠軽町
- 上川支庁
  - 上川郡：上川町
- 十勝支庁
  - 河東郡：上士幌町

## 沿革
- 1915年4月1日 - 常呂郡野付牛村（現北見市）から分村、二級町村制、常呂郡武華村（むかむら）が発足。
- 1921年6月15日 - 町制施行、改称、留辺蘂町となる。
- 1938年4月1日 - 一級町村制
- 1940年 - 町内に23字を設置（花園、瑞穂、丸山、宮下町、元町、東町、仲町、上町、栄町、豊金、大富、金華、昭栄、旭、温根湯、松山、花丘、平里、川北、大和、滝湯、厚和、富士見）[1]
- 1946年（昭和21年）から1947年（昭和22年）頃 - マラリアが流行した。
- 1949年7月1日 - 置戸町幸岡の一部を編入。字・富岡となる。
- 1954年8月12日 - 旭川市から北見市に向かう昭和天皇、香淳皇后のお召し列車が留辺蘂駅に停車。駅前奉迎が行われた[2]。
- 1958年1月1日 - 北見市泉の一部を編入。

## 経済

### 産業
農業、林業、観光業が主な産業。
タマネギ、小麦などを生産。

## 教育

### 高等学校
道立
- 北海道留辺蘂高等学校

### 中学校
町立
- 温根湯中学校
- 瑞穂中学校
- 留辺蘂中学校

### 小学校
町立
- 温根湯小学校
- 瑞穂小学校
- 大和小学校
- 留辺蘂小学校

## 交通

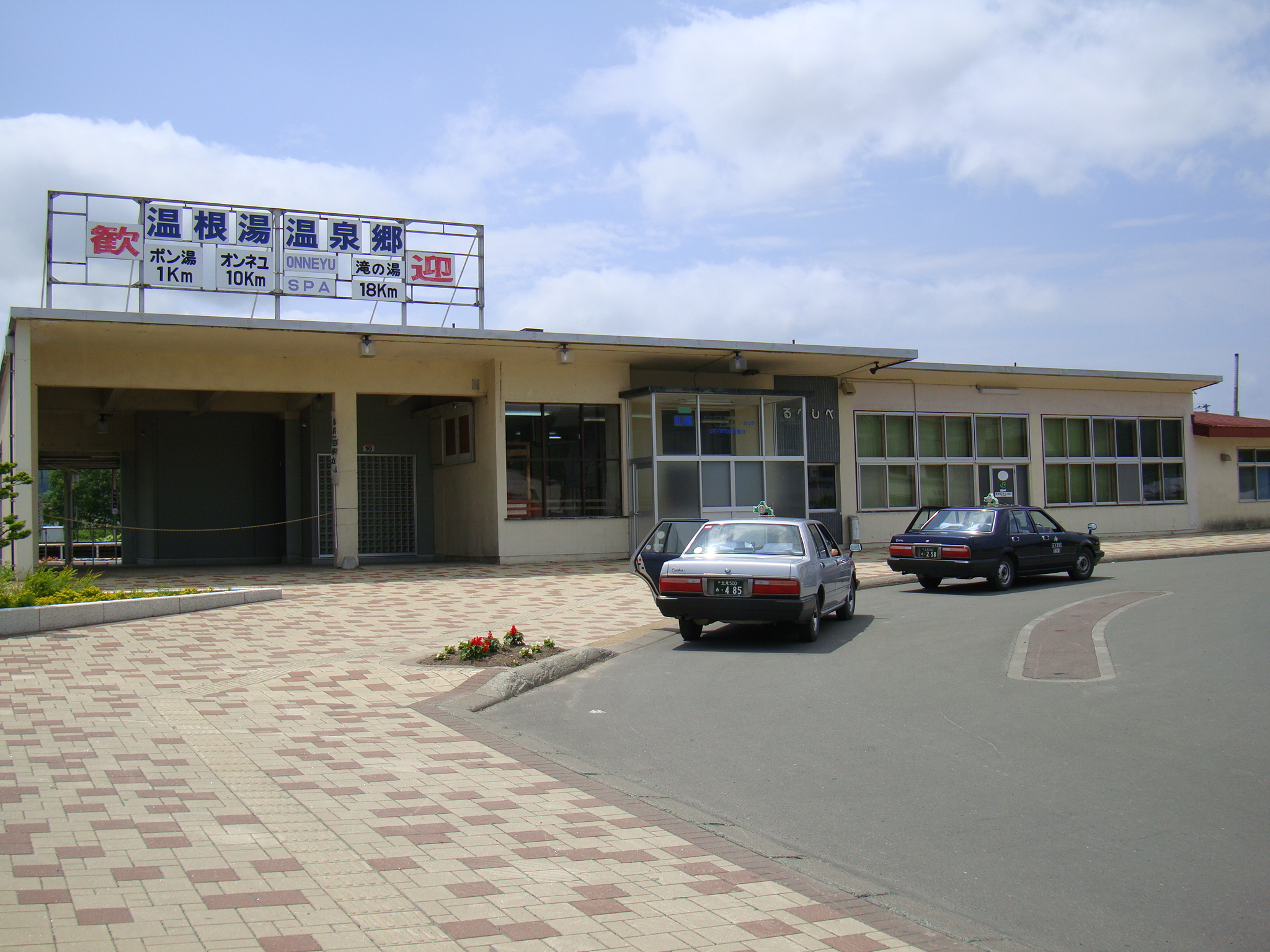
留辺蘂駅（2009年6月）

### 鉄道
- 北海道旅客鉄道（JR北海道）
  - 石北本線 : （常紋信号場） - 金華駅（現・金華信号場） - 西留辺蘂駅 - 留辺蘂駅

### バス
- 路線バス
  - 北海道北見バス
  - 北紋バス

- 都市間バス
  - 特急石北号（旭川駅前行）
  - サンライズ旭川釧路号（釧路駅前・阿寒バス本社行）
  - 北見紋別線（北見行、紋別行）

### 道路
- 一般国道
  - 国道39号
    - 石北峠

  - 国道242号
- 都道府県道
  - 北海道道88号本別留辺蘂線
  - 北海道道103号留辺蘂浜佐呂間線
  - 北海道道247号置戸温根湯線
  - 北海道道307号留辺蘂停車場線
- 道の駅
  - 道の駅おんねゆ温泉

## 名所・旧跡・観光スポット・祭事・催事

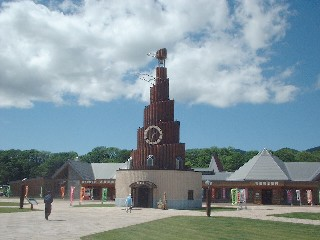
世界一の大きさの鳩時計「果夢林（かむりん）」（2004年6月）

### 観光
- 道の駅おんねゆ温泉
  - 「果夢林（かむりん）」（高さ20m、世界一の大きさの鳩時計）
  - 「果夢林の館（かむりんの館）」（木工体験工房などがある）
- 温根湯温泉
- 山の水族館
- くまがい北きつね牧場
- 北海道きつね村・トナカイ観光牧場
- 留辺蘂町開拓資料館（旧武華駅逓）
- 小野塚正信記念館
- エゾムラサキツツジの群落（北海道指定天然記念物）
- 北見温泉（ポン湯）
- 塩別温泉
- 滝の湯温泉
- 北見富士カートサーキット場
- 釣り堀厚和
- 留辺蘂町弓道場（「はまなす国体」資料室を併設。旭公園にある）
- 八方台（森林公園、スキー場）
- まきばの里（花園・瑞穂地区にある）
- 創造の森
- 留辺蘂神社
- 温根湯神社

### 祭り
- 温根湯つつじまつり（毎年5月上旬）
- 温根湯温泉まつり（毎年8月の第1土曜・翌日曜の2日間）

## 出身有名人
- 神田山陽 -講談師
- 柴田三雄 - 写真家
- 柴田ヨクサル - 漫画家
- 高島温厚 - 小清水町長
- 松樹路人 - 洋画家
- 佐藤鉄男 - 法学者
- 荒正義 - プロ雀士
- 乾龍初太郎 - 大相撲力士